# ایو کوپنز
ایو کوپنز (انگلیسی: Yves Coppens؛ زادهٔ ۹ اوت ۱۹۳۴) دانشمند در زمینه اهل فرانسه است.
وی همچنین برندهٔ جوایزی همچون لژیون دونور (شوالیه)، لژیون دونور (افسر بزرگ)، لژیون دونور (افسر)، و لژیون دونور (فرمانده) شده‌است.